# Stanley Wojcicki
Stanley George Wojcicki (* 30. März 1937 in Warschau als Stanisław Jerzy Wójcicki; † 31. Mai 2023 in Los Altos, Kalifornien) war ein polnisch-US-amerikanischer Physiker.

## Leben
Nach der kommunistischen Machtübernahme in Polen floh Wojcicki zusammen mit seiner Mutter und seinem Bruder im Alter von 13 Jahren nach Schweden, später ließen sie sich in den USA nieder.
Dort studierte Wojcicki an der Harvard University, an der er 1957 einen Bachelor-Abschluss erhielt. 1962 wurde er in experimenteller Hochenergiephysik an der University of California, Berkeley promoviert. Als Post-Doktorand war er in Berkeley am (Lawrence Radiation Laboratory), am Collège de France und am CERN tätig. 1966 wurde er Juniorprofessor (Assistent Professor), 1968 außerordentlicher Professor (Associate Professor) und 1974 Professor an der Stanford University. 1982 bis 1985 stand er dort der Physik-Fakultät vor und seit 2010 ist er emeritiert. 1973/74 und 1980/81 arbeitete er jeweils ein Jahr am CERN. Er forschte neben dem SLAC und Lawrence Berkeley National Laboratory und CERN auch am Brookhaven National Laboratory und am Fermilab.
Wojcicki befasste sich in seiner Dissertation und danach mit Resonanzen seltsamer Teilchen und ihrer Interpretation im Quark-Modell. Er war in der Gruppe von Luis Alvarez, die das Xi-Baryon (Quarkgehalt u, s, s) entdeckte und die Entdeckung Resonanzen seltsamer Teilchen, an denen er beteiligt war, trugen zur Etablierung des Quarkmodells in den 1960er Jahren bei. Später befasste er sich mit CP-Verletzung, schwachen Zerfällen (wie seltenen K-Meson Zerfällen am Brookhaven National Laboratory), dem Myon g-2-Experiment, Messung von Masse und Kopplung des Tau-Leptons, Erzeugung und Zerfall von gebundenen Zuständen schwerer Quarks, Elektron-Positron-Vernichtung und Neutrinooszillationen (am Fermilab). Das MINOS-Experiment am Fermilab detektierte einen dort erzeugten Neutrinostrahl in einem 730 km entfernten Untergrundlabor im Norden Minnesotas.
Er war an der Entdeckung und der Untersuchung der Ladungsasymmetrie beim Zerfall des K0L beteiligt, was ein starker Hinweis auf CP-Verletzung war. Er maß auch wichtige Parameter der CP-Verletzung.
Er war 1990 bis 1996 Vorsitzender des High Energy Physics Advisory Panel (HEPAP) und Direktor eines Unterausschusses, als das Superconducting-Super-Collider-Projekt beschlossen wurde. Wojcicki war vier Jahre stellvertretender Direktor der SSC-Planungsgruppe.

## Ehrungen
Für 2015 wurde ihm der Panofsky-Preis zugesprochen. 2011 erhielt er den Bruno-Pontecorvo-Preis, 1980 den Humboldt-Forschungspreis. 1968 bis 1972 war er Sloan Research Fellow und 1973 bis 1974 Guggenheim Fellow. Er war Fellow der American Physical Society (1971). 1964/65 war er Postdoctoral Fellow der National Science Foundation. Er war auswärtiges Mitglied der Polnischen Akademie der Gelehrsamkeit in Krakau.

## Privates
Er war mit der Lehrerin und Journalistin Esther Wojcicki (Vizepräsidentin von Creative Commons) verheiratet und hatte mit ihr drei Töchter. Seine Tochter Susan Wojcicki (1968–2024) war CEO von YouTube und seine Tochter Anne Wojcicki (* 1973) ist Mitgründerin einer Firma für Gentests (23andMe) und Ex-Ehefrau des Google-Mitgründers Sergey Brin. Anne Wojcicki und Brin stifteten 2010 eine Professur für experimentelle Teilchenphysik in Stanford im Namen ihres Vaters.